# Subligny, Yonne
Subligny är en kommun i departementet Yonne i regionen Bourgogne-Franche-Comté i norra Frankrike. Kommunen ligger i kantonen Sens-Ouest som tillhör arrondissementet Sens. År 2022 hade Subligny 520 invånare.

## Befolkningsutveckling
Antalet invånare i kommunen Subligny
| Referens: INSEE |